# Niels Scheuneman
Niels Scheuneman (Veendam, 21 dicembre 1983) è un ex ciclista su strada olandese.

## Palmarès

### Strada
- 1999 (Juniores, una vittoria)

4ª tappa Europa Jugend Grand-Prix (Sankt Stefan im Gailtal > Sankt Stefan im Gailtal)
- 2001 (Juniores, cinque vittorie)

3ª tappa Münsterland Tour
2ª tappa Grand Prix Général Patton (Hosingen > Hosingen)
2ª tappa Grand Prix Rüebliland (Villmergen > Villmergen)
Classifica generale Grand Prix Rüebliland
Classifica generale Keizer der Juniores
- 2002 (Rabobank GS3, una vittoria)

2ª tappa Triptyque Ardennaise (Vielsalm > Vielsalm)
- 2003 (Rabobank GS3, due vittorie)

Zesbergenprijs-Harelbeke
3ª tappa Ronde van Limburg Under-23 (Sint-Truiden, cronometro)
- 2004 (Relax-Bodysol, una vittoria)

Noord Nederland Tour
- 2008 (KrolStonE Continental Team, una vittoria)

4ª tappa Tour du Loir-et-Cher (Villebarou > Billy)
- 2009 (KrolStonE Continental Team, una vittoria)

Omloop van de Houtse Linies

#### Altri successi
- 2003 (Rabobank GS3)

Classifica giovani Giro della Bassa Sassonia
3ª tappa Internationale Thüringen Rundfahrt (Heilbad Heiligenstadt, cronosquadre)
Classifica giovani Internationale Thüringen Rundfahrt
Criterium Giekerk

## Piazzamenti

### Grandi Giri
- Vuelta a España

2005: non partito (13ª tappa)

### Competizioni mondiali
- Campionati del mondo

Lisbona 2001 - Cronometro Junior: 3º
Lisbona 2001 - In linea Junior: 2º
Zolder 2002 - Cronometro Under-23: 8º
Hamilton 2003 - Cronometro Under-23: 2º
Hamilton 2003 - In linea Under-23: 40º